# Мащанский сельский совет (Тростянецкий район)
Мащанский сельский совет (укр. Мащанська сільська рада) — входит в состав
Тростянецкого района
Сумской области
Украины.
Административный центр сельского совета находится в 
с. Мащанка
.

## Населённые пункты совета
- с. Мащанка
- с. Братское